# Ambrus család
A váradvelenczei nemes és báró Ambrus család egy XVII. századi eredetű magyar nemesi család.

## Története
Magyarország történelme során megannyi Ambrus nevezetű nemes család bukkant fel, ezek közül azonban csak a váradvelenczei, néhol egyszerűen csak velenczei előnévvel élő család érdemel említést.
Ambrus György és Mátyás kapták a család nemesi címerlevelét 1648. július 12-én, és Bihar vármegye már 1649-ben ki is hirdette azt. Az 1754-55-ös nemesi összeírás alkalmával István szerepel az igazolt nemesek között. Nemességüket 1783-ban, 1789-ben és 1791-ben is igazolták. Nemesi bizonyítványt 1791-ben Biharban János és Dániel komádi lakosok, valamint Mihály szeghalmi lakos kaptak. A család legkitűnőbbje György volt, aki udvari tanácsos, hétszemélynök és a vaskoronarend II. osztályának tulajdonosa volt, érdemei elismeréséül 1873. április 9-én osztrák birodalmi bárói címet kapott. Érdemes külön említést tenni Ambrus Sándorról, aki az első világháború alatt Békés vármegye főispáni tisztét viselte.

## Címere
Kempelen Béla csak a bárói címer leírására tér ki. Ez a következő:
Bárói czímer: kék paizsban leveles koronából kinövő kétfarku oroszlán mellső lábaiban négyleveles zöld ágon három fehér liliomot tart;  sisakdisz:  növekvő oroszlán jobbjában három fehér liliomot, baljában zöld pálmaágat tart; t növekvő oroszlán jobbjában három fehér liliomot, baljában zöld pálmaágat tart; takarók: kék-arany; paizstartók: két befelé néző oroszlán.